# Aganhyboma
Aganhyboma là một chi bọ cánh cứng thuộc họ Scarabaeidae.